# Parathalestris dovi
Parathalestris dovi is een eenoogkreeftjessoort uit de familie van de Thalestridae. De wetenschappelijke naam van de soort is voor het eerst geldig gepubliceerd in 1966 door Marcus.